# Rhynchoproctus ater
Rhynchoproctus ater är en mångfotingart som först beskrevs av Tömösvary 1885.  Rhynchoproctus ater ingår i släktet Rhynchoproctus och familjen Harpagophoridae. Inga underarter finns listade i Catalogue of Life.